# ピエロ・ベルージ
ピエロ・ベルージ（Piero Bellugi, 1924年7月14日 - 2012年6月10日）は、イタリア出身の指揮者。
フィレンツェの生まれ。地元のルイージ・ケルビーニ音楽院でヴァイオリンとヴィオラを専攻する傍ら、ルイジ・ダッラピッコラに作曲、イーゴリ・マルケヴィチに指揮を学んだ。その後、レナード・バーンスタインのアシスタントとしてタングルウッドで指揮を学び、1951年8月10日のタングルウッド音楽祭でラヴェルの《マ・メール・ロワ》を振って指揮者デビューを飾った。
1954年から1956年までダベンポートのトリ・シティ交響楽団、1955年からオークランド交響楽団の首席指揮者を務め、1959年にポートランド交響楽団の首席指揮者に転出して1961年までその任に当たった。1960年からミラノ・スカラ座に客演するようになり、1967年からトリノ・イタリア放送交響楽団の首席指揮者となった。2004年からパレルモのマッシモ劇場の音楽監督を務めた。
教育活動にも熱心に取り組み、キジアーナ音楽院、カリフォルニア大学、ニューイングランド音楽院などでマスター・クラスを開いたり、イタリアのユース・オーケストラであるジョヴァニーレ・イタリアーノ管弦楽団を指導したりした。1996年から母校のルイージ・ケルビーニ音楽院で教えていた。
フィレンツェにて死去した。